# ピスコ

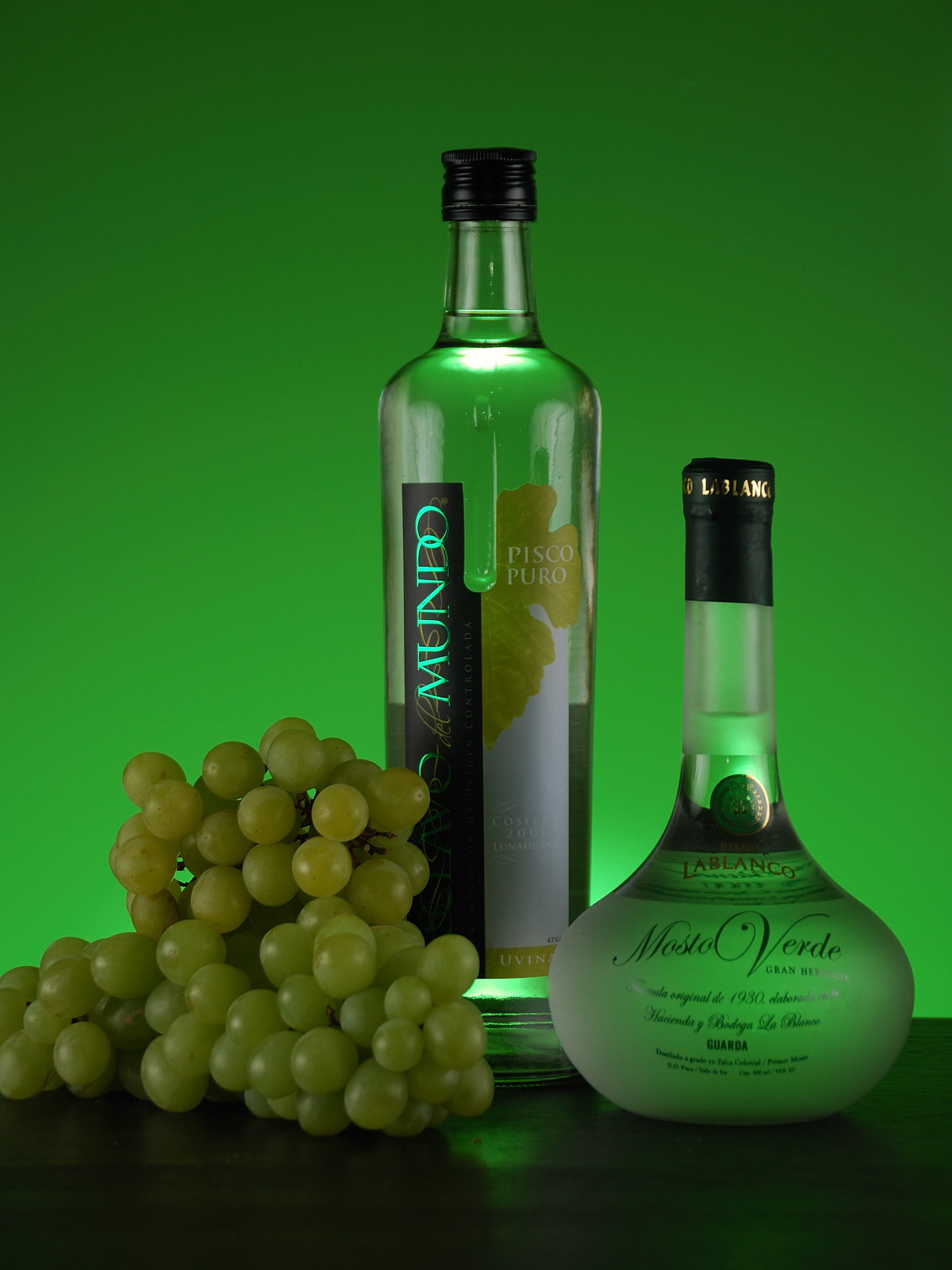
ピスコ ペルー

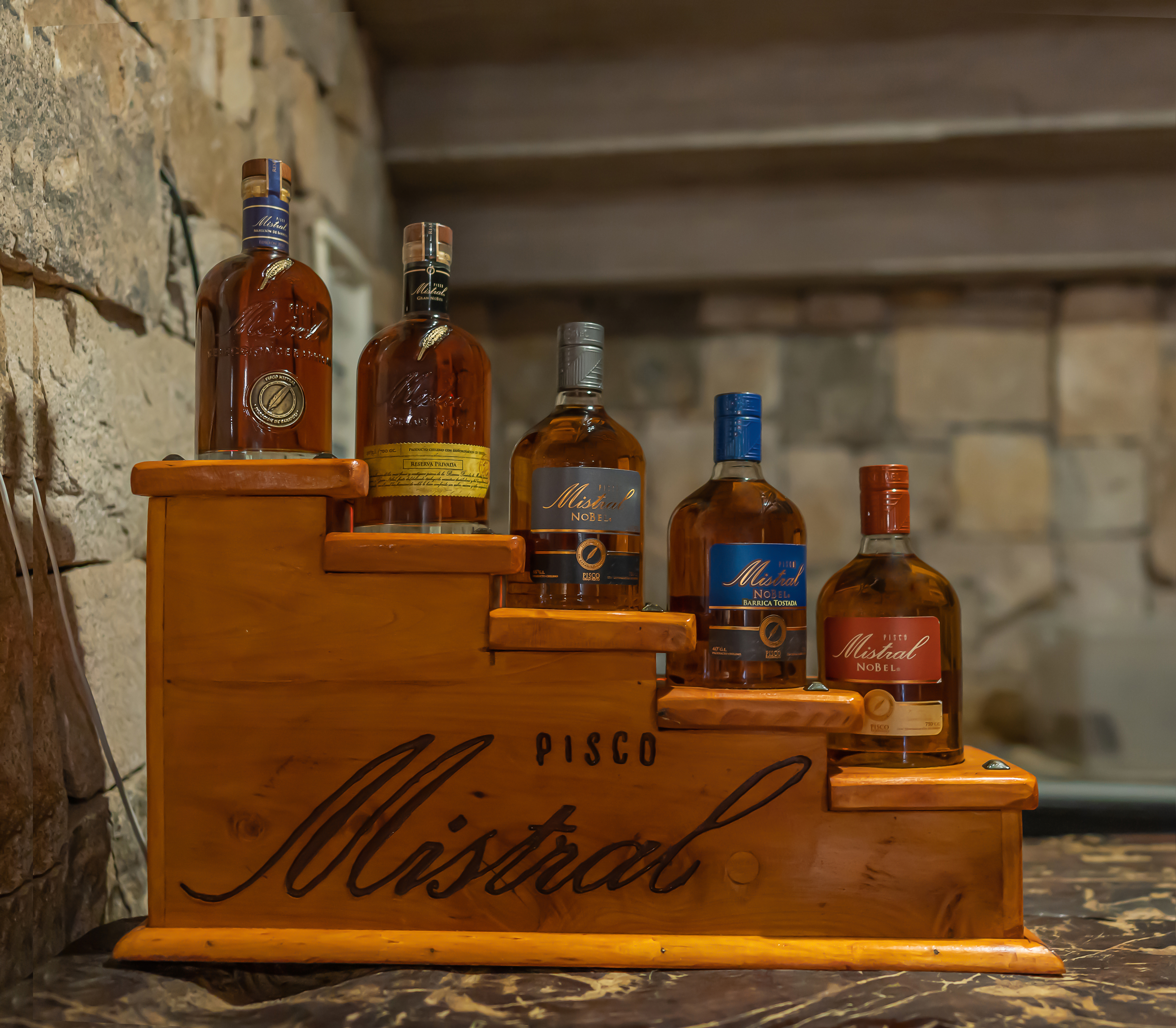
ピスコ チリ

ピスコ (Pisco) は、ペルーとチリ原産のブドウ果汁を原料とした蒸留酒。

## 概要
アルコール度数は40度前後。チリとペルーではピスコの製造について法律にそれぞれの規定がある。使えるブドウ品種はモスカテルなど8つ。ペルー国内の原産地呼称制度に登録されており、産地はリマ県、アレキパ県、イカ県、タクナ県、モケグア県ら5地域のみに限られている。チリ法律に登録されている産地は、チリ北部にあるアタカマ州とコキンボ州のみである。ブドウの香りを残すため樽で熟成させないことが条件となっている。
色は無色透明、あるいは淡い琥珀色。
醸造に使うブドウはビティス・ビニフェラ・L種の8品種（下記参照）。ブドウ果汁には加水しない。
- ノンアロマティック品種（ケブランタ、モジャル・ネグラ、ネグラ・コリエンテ、ウビナ）
- アロマティック品種（イタリア、モスカテル、トロンテル、アルビージャ）

ストレートのほか、各種カクテルの材料になる（チルカノ、カピタン、ピスコ・ポイント、ピスコ・トロピカルなど）。ピスコのサワーもよく飲まれており、ペルーでは2月の第一土曜日が「ピスコサワーの日」とされている。

## 歴史
ペルーを含む中南米の多くはスペインにより植民地とされた。16世紀に大西洋のスペイン領カナリア諸島からペルーにブドウが持ち込まれ、気候等の条件が合っていたため栽培が盛んに行われ、ピスコの製造が始まった。ピスコという名はケチュア語で「鳥」を意味し、ピスコが製造及びスペインへ輸出される港や渓谷の地名でもあった。
ペルーとチリの間で、ピスコの定義を巡って争いがある。ペルー政府は上記のように、ペルーにあるピスコ地方で栽培されたブドウを伝統製法で作られたものをのみピスコと呼んでいる。タクナ産のピスコはペルー国内で高品質のものとして知られている。一方で、チリ政府によると、チリのアタカマ州とコキンボ州で生産されている、本格的なワインから蒸留された飲み物のみをピスコと呼んでいる。
ペルー料理の評価が世界的に高まるにつれて、ピスコの人気も欧米や日本で高まっている。日本では2018年、日本ピスコ協会が発足した。

## 主なピスコの種類
- アチョラード (Acholado)：複数の品種でつくったピスコをブレンド[1]。
- アロマティコ (Aromatico)：単一のアロマティック品種から製造[1]。
- モスト・ベルデ (Mosto verde)：ベルデは「熟していない」という意味で、不完全発酵のブドウ果汁を使う[1]。
- プーロ (Puro)：単一のノンアロマティック品種から製造[1]。

銘柄で細分すると、東京のあるペルー料理店が揃えている分だけで約50種類ある。